# NKD

NKD (Niedrig Kalkuliert Discount) – niemiecka sieć marketów odzieżowych z siedzibą w Bindlach, z 1700 filiami w Niemczech, Austrii, Włoszech, Słowenii, Chorwacji, Polsce i Szwajcarii, z obrotami w wysokości 599 mln euro i zatrudniająca 7500 pracowników (2011).